# Mariya Shatalova
Mariya Shatalova (née le 1er mars 1989) est une athlète ukrainienne, spécialiste du 3 000 mètres steeple. 

## Biographie

### Palmarès
| Date | Compétition                   | Lieu      | Résultat | Performance   |
| ---- | ----------------------------- | --------- | -------- | ------------- |
| 2011 | Championnats d'Europe espoirs | Ostrava   | 3e       | 9 min 48 s 22 |
| 2016 | Championnats d'Europe         | Amsterdam | 4e       | 9 min 38 s 17 |

### Records
| Épreuve         | Performance   | Lieu           | Date         |
| --------------- | ------------- | -------------- | ------------ |
| 3 000 m steeple | 9 min 30 s 89 | Rio de Janeiro | 13 août 2016 |